# Wanda Koop
Wanda Koop est une peintre canadienne née en 1951 à Vancouver, au Canada. Elle vit à Winnipeg au Manitoba.

## Vie et œuvre
Son travail est principalement centré sur la couleur. L'usage de couleurs vives et de combinaisons originales qui est la marque de ses toiles, lui a valu des blâmes de la part de ses professeurs à l'Université de Manitoba, où elle suivait des cours de dessin et a été diplômée en 1973. Son travail est une réflexion sur l'image et son décalage avec l'information qu'elle cherche à transmettre.
Wanda Koop est aussi connue en tant qu'activiste pour sa participation à des mouvements contestataires. Elle a fondé à Winnipeg l'organisme Art City en 1998, organisme qui a pour but d'offrir un accès aux arts dans les milieux défavorisés.
Membre de l'Académie royale des arts du Canada, elle reçoit en 2005 le Prix du Gouverneur général pour l'ensemble de son œuvre. L'année suivante, elle est décorée de l'Ordre du Canada. Son travail a fait l'objet d'une rétrospective au Musée des beaux-arts du Canada, à Ottawa, en 2009.
Elle et sa mère ont fait l'objet d'un documentaire de l'Office national du film du Canada, Wanda Koop: In Her Eyes, en 2007.

## Sources
- Stéphane Aquin, « Tir ami de Wanda Koop, cruauté et paradoxe de la guerre aux médias », Revue M du Musée des beaux-arts de Montréal,‎ été 2014, p. 22 (ISSN 1715-4820).
- Halkes, Petra.  Aspiring to the landscape: investigations into the meaning of nature in the works by Wanda Koop, Stephen Hutchings, Susan Feindel and Eleanor Bond. Éditeur: Leyde, P. Halkes, [2001] 306 p. : ill. ; 20 cm
- Wanda Koop : viewmaster. Winnipeg : Wanda Koop Fine Art Reproductions : Mayberry Fine Art, 2005. 95 p. : ill. en coul. ; 26 cm.  (ISBN 0973938900)